# Шиндяпин, Павел Викторович
Павел Викторович Шиндяпин (род. 21 апреля 1966, Москва) — советский и российский хоккеист, нападающий.

## Биография
Воспитанник московского «Спартака». 2 декабря 1983 года в матче против «Крыльев Советов» (9:3) дебютировал за команду в чемпионате СССР, проведя единственный матч в сезоне. В сезоне 1985/86 сыграл семь матчей. Играл за команды «Кристалл» Электросталь (1986/87), ШВСМ Москва (1987/88), «Торпедо» Ярославль (1988/89 — три матча в чемпионате), «Корд» Щёкино (1988/89 — 1991/92), «Нефтяник» Альметьевск и «Вятич» Рязань (1992/93).
Выступал в Германии за «Фрайбург» (1993/94), «Лимбург» (1995/96), «Кемптен» (1996/97). После игр за подмосковный «Витязь» (1997/98 — 1998/99) выступал в Польше за клубы «Краковия» (1999) и «Тыхы» (1999—2000). В России играл за «Максвелл» (2001), «Витязь» (2001—2003), «Луч» (Сергиев Посад, 2003—2006).
Брат Андрей (род. 1974) в 1990-х годах выступал в низших российских лигах.